# Rocchetta Sant'Antonio
Rocchetta Sant'Antonio là một đô thị ở tỉnh Foggia trong vùng Apulia miền nam nước Ý. Đô thị này có diện tích 71,9 ki-lô-mét vuông, dân số là 2026 người (cuối năm 2003).
Các đô thị giáp giới: Candela, Lacedonia (AV), Melfi (PZ), Sant'Agata di Puglia

## Biến động dân số
41°06′B 15°28′Đ / 41,1°B 15,467°Đ